# Jacques de Blommaert de Soye

Wapen van de familie de Blommaert de Soye

Jacques Benoît de Blommaert de Soye (Antwerpen, 5 februari 1767 - Parijs, 27 april 1851) was een Zuid-Nederlands edelman.

## Levensloop
Jacques de Blommaert behoorde tot de familie De Blommaert de Soye die in 1774 in de adel was opgenomen, toen keizerin Maria Theresia erfelijke adel toekende aan Maximilien de Blommaert, fabrikant van salpeter en buskruit in Antwerpen.
Jacques Benoît, zoon van Maximilien (hierboven) en van Eleonore Verachter, trouwde in 1803 in Rijswijk met Marie-Cornelie van der Kun (1771-1861). Ze kregen 3 kinderen. De gemeente Soye (provincie Namen) werd hun vaste woonplaats en ze voegden de naam van de gemeente toe aan hun familienaam.
Op 21 september 1821 werd hij erkend in de erfelijke adel van het Verenigd Koninkrijk der Nederlanden, en op 13 november 1822 kreeg hij de titel baron, overdraagbaar bij eerstgeboorte. Hij werd benoemd in de Ridderschap van de provincie Namen.
De opvolging situeerde zich als volgt:
- Jacques Emmanuel de Blommaert de Soye (1807-1871), zoon van Jacques-Benoît, trouwde met barones Françoise de Dopff (1818-1859). Ze hadden vier kinderen.
  - Emile de Blommaert de Soye (1840-1921), ongehuwd gebleven, was burgemeester van Soye. Hij was lid van de ridderorde van het Heilig Graf.
  - Ferdinand de Blommaert de Soye (1847-1920) trouwde met Marie du Roy de Blicquy (1844-1885). Ze kregen zes kinderen. Met enkele afstammelingen tot heden.

Het verderzetten van de familie de Blommaert de Soye rust op de schouders van jonkheer Jean de Blommaert de Soye (*1996).